# Lanfranco de Saliverti
Lanfranco de Saliverti (Milano, 1320 – Bergamo, 4 aprile 1381) è stato un vescovo cattolico italiano.

## Biografia
Lanfranco de Saliverti, proveniva da una famiglia di facoltosi mercanti milanesi. Il fratello Guglielmo detto Il Nero, per le sue attività commerciali di beni di lusso nonché prestatore di denaro, visse molti anni ad Avignone, sede papale. Questi, come il fratello aveva seguito un periodo di studi ecclesiastici, per dedicarsi poi ad attività commerciali. Resterà di lui la fondazione con lascito testamentario del 5 aprile 1347 del Luogo Pio della Pagnottella del Nero di Milano.
Lanfranco apparteneva all'ordine dei francescani e fu nominato vescovo di Ancona il 3 ottobre 1348, restandovi fino al 23 ottobre 1349 quando fu nominato vescovo della città orobica. Il giorno dell'Epifania del 1355 consacrò a re d'Italia Carlo IV di Lussemburgo e il pomo fu consegnato dall'arcivescovo di Milano Roberto Visconti.
Il 5 aprile era presente a Roma all'incoronazione dell'imperatore Carlo IV di Lussemburgo da parte di Pierre Bertrand, incaricato da papa Innocenzo VI..
Il suo periodo di vescovado a Bergamo fu piuttosto complesso, la città viveva un periodo di lotte interne tra le fazioni guelfe e ghibelline sedate dall'occupazione viscontea con Bernabò Visconti nonché le controversie tra i due capitoli: quello della chiesa di San Vincenzo e quello di Sant'Alessandro, che si contendevano la sede della curia vescovile.
Molte furono le chiese da lui consacrate, resta la posa della prima pietra per il santuario della Basella di Urgnano dopo l'evento miracoloso occorso a una giovane. Ricca la documentazione negli archivi della Curia vescovile di Bergamo circa la sua decisione di unione del 28 febbraio 1362, dei monasteri di San Giorgio di Redona, il monastero di Torre Boldone e il Matris Domini di Bergamo, unione che portò a contese e contestazioni fino al 1370.